# Spilosoma simplicipennis
Spilosoma simplicipennis är en fjärilsart som beskrevs av Embrik Strand 1919. Spilosoma simplicipennis ingår i släktet Spilosoma och familjen björnspinnare. Inga underarter finns listade i Catalogue of Life.